# Golestanpalast

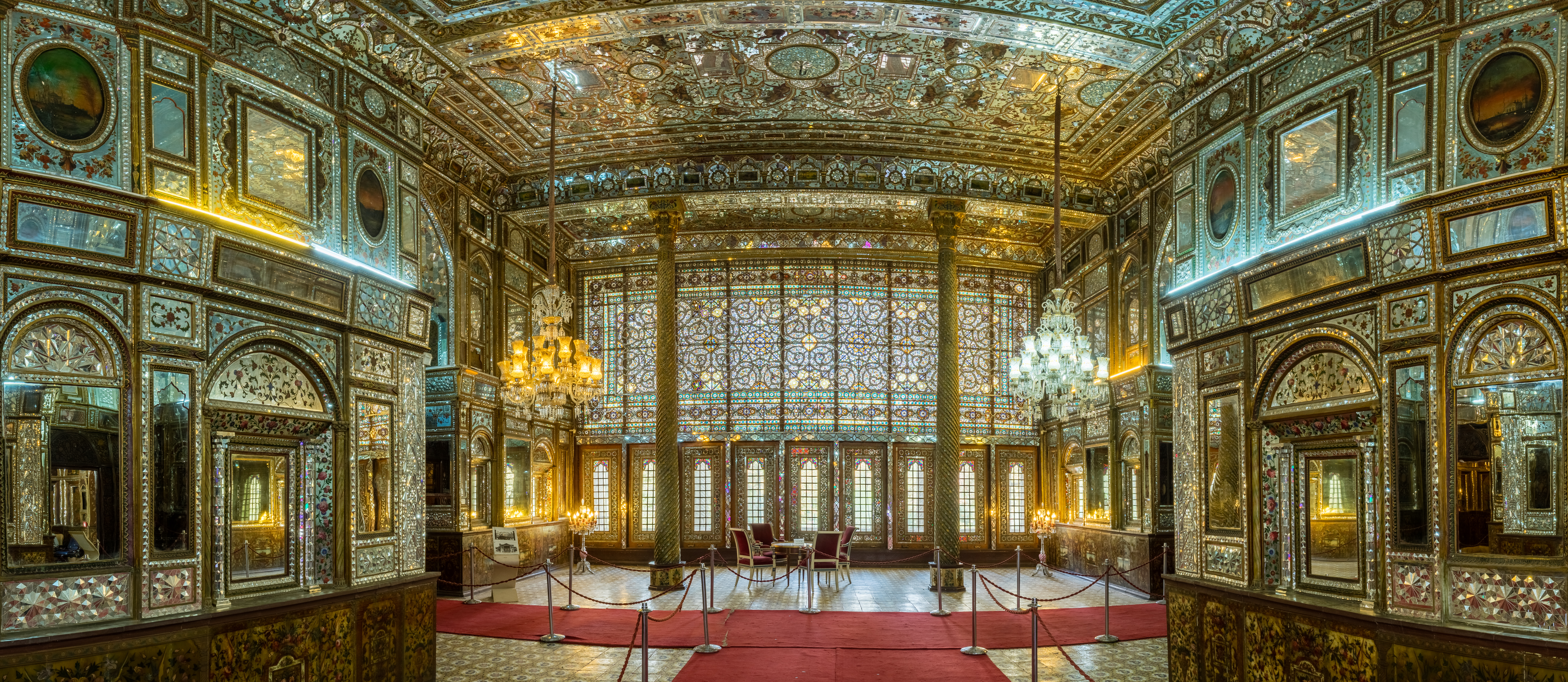
Emarat-e Badgir, Saal im Windturm

Schams-ol-Emareh – Golestanpalast

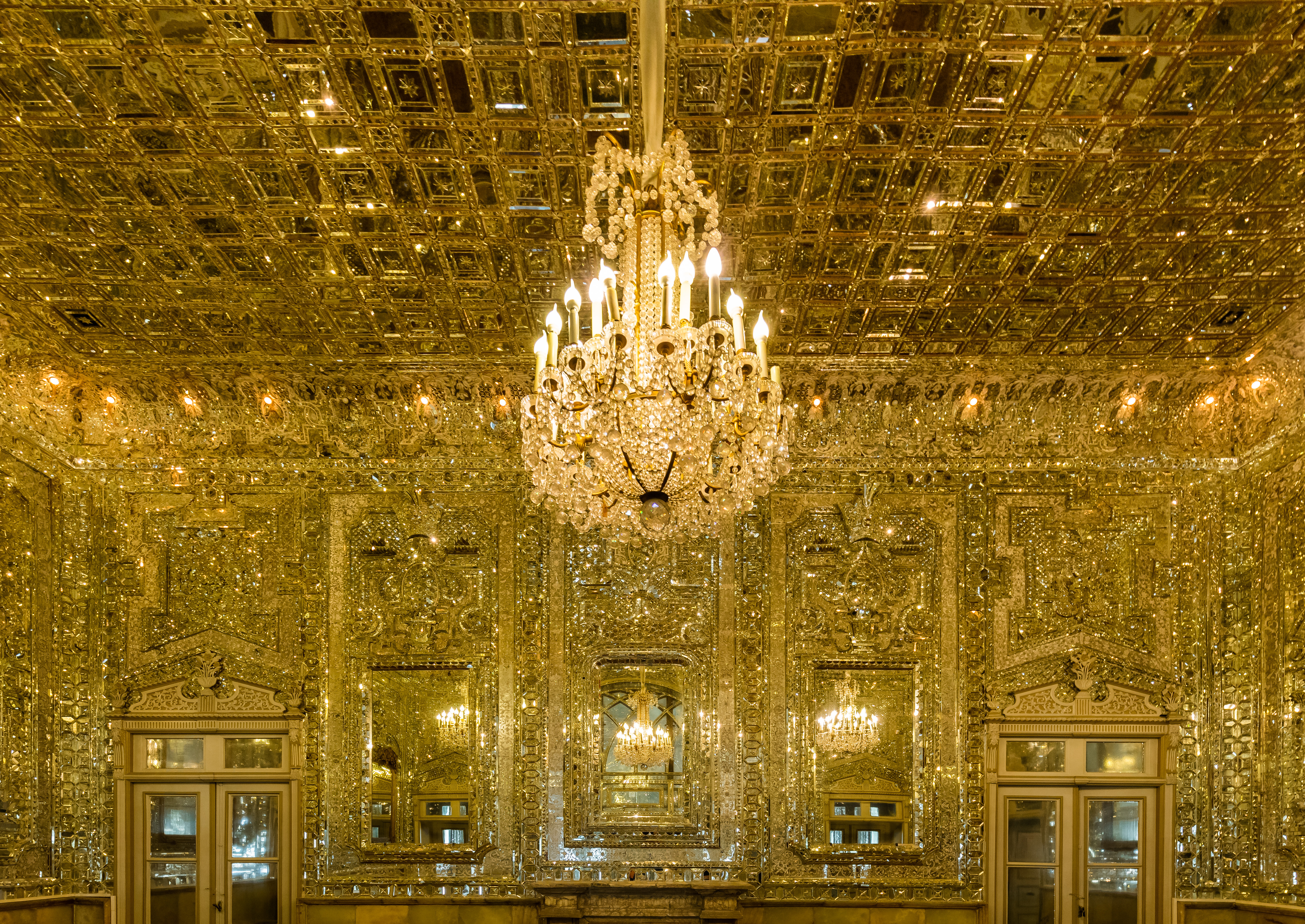
Innenraum des Palastes

Der Golestanpalast (persisch کاخ گلستان) ist der einstige Regierungspalast der Kadscharen in Teheran. Er wurde Ende des 18./Anfang des 19. Jahrhunderts errichtet und war bis zur Errichtung der Islamischen Republik offizieller Sitz des persischen Monarchen.

## Geschichte
Der älteste Teil der historischen Monumente in Teheran, der Golestanpalast (Palast des Gartens), gehört zu einer Gruppe von Gebäuden der persischen Herrscherfamilie, der alten Zitadelle von Teheran (Arg). Die Arg wurde während der Herrschaft von Tahmasp I. aus der Safawiden-Dynastie gebaut und später von Karim Khan-e Zand renoviert und erweitert. Aga Mohammed Khan wählte Teheran als seine Hauptstadt, und die Zitadelle wurde zum Sitz der Kadscharen. Der Hof und der Palast wurden zur offiziellen Residenz der Familie der Kadscharen und im Jahr 1865 von Haji Abol-hasan Mimar Navai zu seiner heutigen Form umgestaltet.
Während der Ära der Pahlaviden (1925–1979) wurde der Golestanpalast nur für offizielle Empfänge genutzt, hier befand sich der Pfauenthron. Daneben existierten weitere Paläste in Teheran, so der Saadabad-Palast als Sommersitz des Schahs, und der neu geschaffene Niavaran-Palast. Die wichtigsten Zeremonien waren 1925 die Krönung von Reza Khan zum Schah und 1967 die Krönung seines Sohnes Mohammad Reza Pahlavi, dem letzten Schah von Persien.
Zwischen 1925 und 1945 wurde ein großer Teil des Palastes abgerissen, um einen modernen Stadtteil bauen zu können. Heute beherbergt der Palast ein Museum, in dem Keramiken, Schmuck und Waffen gezeigt werden.
Am 23. Juni 2013 wurde der Golestanpalast in die Liste der Weltkulturerbestätten der UNESCO aufgenommen.